# Doug Houda
Douglas Harold "Doug" Houda, född 3 juni 1966, är en kanadensisk före detta professionell ishockeyback. Han tillbringade 15 säsonger i den nordamerikanska ishockeyligan National Hockey League (NHL), där han spelade för Detroit Red Wings, Hartford Whalers, Los Angeles Kings, Buffalo Sabres, New York Islanders och Mighty Ducks of Anaheim. Han producerade 82 poäng (19 mål och 63 assists) samt drog på sig 1 104 utvisningsminuter på 561 grundspelsmatcher.
Houda spelade även för Adirondack Red Wings och Rochester Americans i American Hockey League (AHL), Kalamazoo Wings och Utah Grizzlies i International Hockey League (IHL) samt Calgary Wranglers och Medicine Hat Tigers i Western Hockey League (WHL).
Han draftades av Detroit Red Wings i andra rundan i 1984 års draft, som 28:e spelare totalt.
Efter spelarkarriären har Houda varit assisterande tränare för Rochester Americans, Boston Bruins, Detroit Red Wings och New York Islanders. Sedan 2024 är han assisterande tränare för San Jose Sharks.

## Statistik
| 1981–1982  | Calgary Wranglers       | WHL        | 3   | 0  | 0   | 0   | 2    | —  | — | —  | —  | —   |
| 1982–1983  | Calgary Wranglers       | WHL        | 71  | 5  | 23  | 28  | 99   | 16 | 1 | 3  | 4  | 44  |
| 1983–1984  | Calgary Wranglers       | WHL        | 69  | 6  | 30  | 36  | 195  | 4  | 0 | 0  | 0  | 7   |
| 1984–1985  | Calgary Wranglers       | WHL        | 65  | 20 | 54  | 74  | 182  | 8  | 3 | 4  | 7  | 29  |
|            | Kalamazoo Wings         | IHL        | —   | —  | —   | —   | —    | 7  | 0 | 2  | 2  | 10  |
| 1985–1986  | Detroit Red Wings       | NHL        | 6   | 0  | 0   | 0   | 4    | —  | — | —  | —  | —   |
|            | Calgary Wranglers       | WHL        | 16  | 4  | 10  | 16  | 60   | —  | — | —  | —  | —   |
|            | Medicine Hat Tigers     | WHL        | 35  | 9  | 23  | 32  | 80   | 25 | 4 | 19 | 23 | 64  |
| 1986–1987  | Adirondack Red Wings    | AHL        | 77  | 6  | 23  | 29  | 142  | 11 | 1 | 8  | 9  | 50  |
| 1987–1988  | Detroit Red Wings       | NHL        | 11  | 1  | 1   | 2   | 10   | —  | — | —  | —  | —   |
|            | Adirondack Red Wings    | AHL        | 71  | 10 | 32  | 42  | 169  | 11 | 0 | 3  | 3  | 44  |
| 1988–1989  | Detroit Red Wings       | NHL        | 57  | 2  | 11  | 13  | 67   | 6  | 0 | 1  | 1  | 0   |
|            | Adirondack Red Wings    | AHL        | 7   | 0  | 3   | 3   | 8    | —  | — | —  | —  | —   |
| 1989–1990  | Detroit Red Wings       | NHL        | 73  | 2  | 9   | 11  | 127  | —  | — | —  | —  | —   |
| 1990–1991  | Detroit Red Wings       | NHL        | 22  | 0  | 4   | 4   | 43   | —  | — | —  | —  | —   |
|            | Adirondack Red Wings    | AHL        | 38  | 9  | 17  | 26  | 67   | —  | — | —  | —  | —   |
|            | Hartford Whalers        | NHL        | 19  | 1  | 2   | 3   | 41   | 6  | 0 | 0  | 0  | 8   |
| 1991–1992  | Hartford Whalers        | NHL        | 56  | 3  | 6   | 9   | 125  | 6  | 0 | 2  | 2  | 13  |
| 1992–1993  | Hartford Whalers        | NHL        | 60  | 2  | 6   | 8   | 167  | —  | — | —  | —  | —   |
| 1993–1994  | Hartford Whalers        | NHL        | 7   | 0  | 0   | 0   | 23   | —  | — | —  | —  | —   |
|            | Los Angeles Kings       | NHL        | 54  | 2  | 6   | 8   | 165  | —  | — | —  | —  | —   |
| 1994–1995  | Buffalo Sabres          | NHL        | 28  | 1  | 2   | 3   | 68   | —  | — | —  | —  | —   |
| 1995–1996  | Buffalo Sabres          | NHL        | 38  | 1  | 3   | 4   | 52   | —  | — | —  | —  | —   |
|            | Rochester Americans     | AHL        | 21  | 1  | 6   | 7   | 41   | 19 | 3 | 5  | 8  | 30  |
| 1996–1997  | New York Islanders      | NHL        | 70  | 2  | 8   | 10  | 99   | —  | — | —  | —  | —   |
|            | Utah Grizzlies          | IHL        | 3   | 0  | 0   | 0   | 7    | —  | — | —  | —  | —   |
| 1997–1998  | New York Islanders      | NHL        | 31  | 1  | 2   | 3   | 47   | —  | — | —  | —  | —   |
|            | Mighty Ducks of Anaheim | NHL        | 24  | 1  | 2   | 3   | 52   | —  | — | —  | —  | —   |
| 1998–1999  | Detroit Red Wings       | NHL        | 3   | 0  | 1   | 1   | 0    | —  | — | —  | —  | —   |
|            | Adirondack Red Wings    | AHL        | 73  | 7  | 21  | 28  | 122  | 3  | 0 | 1  | 1  | 4   |
| 1999–2000  | Buffalo Sabres          | NHL        | 1   | 0  | 0   | 0   | 12   | —  | — | —  | —  | —   |
|            | Rochester Americans     | AHL        | 79  | 7  | 17  | 24  | 175  | 21 | 1 | 8  | 9  | 39  |
| 2000–2001  | Rochester Americans     | AHL        | 43  | 6  | 20  | 26  | 106  | 4  | 0 | 0  | 0  | 4   |
| 2001–2002  | Rochester Americans     | AHL        | 64  | 6  | 22  | 28  | 170  | 2  | 0 | 0  | 0  | 4   |
| 2002–2003  | Buffalo Sabres          | NHL        | 1   | 0  | 0   | 0   | 2    | —  | — | —  | —  | —   |
|            | Rochester Americans     | AHL        | 77  | 3  | 22  | 25  | 191  | 3  | 0 | 2  | 2  | 22  |
| NHL totalt | NHL totalt              | NHL totalt | 561 | 19 | 63  | 82  | 1104 | 18 | 0 | 3  | 3  | 21  |
| AHL totalt | AHL totalt              | AHL totalt | 550 | 55 | 183 | 238 | 1191 | 74 | 5 | 27 | 32 | 197 |
| WHL totalt | WHL totalt              | WHL totalt | 259 | 44 | 140 | 184 | 618  | 53 | 8 | 26 | 34 | 144 |